# Козарчанка
Козарчанка или "Жена са Козаре" је фотографија из Другог светског рата која је постала култна у Социјалистичкој Федеративној Републици Југославији. Снимио је југословенски уметнички фотограф Жорж Скригин у северној Босни током зиме 1943–44. године, приказује насмејану партизанку са титовком и пушком пребаченом преко рамена.
Тема портрета је Миља Марин (рођ. Тороман). Козарчанка је била заступљена у широко распрострањеним школским уџбеницима, ратним монографијама и плакатима, као и на омоту албума познатог југословенског поп бенда. Миљин идентитет као субјект фотографије није био широко познат у социјалистичкој Југославији.

## Позадина
У априлу 1941. године, Краљевину Југославију су извршиле инвазије, окупиране и распарчане силе Осовине, предвођене нацистичком Немачком. Фашистичка марионетска држава позната као Независна Држава Хрватска проглашена је 10. априла, а обухватала је скоро целу данашњу Хрватску, целу данашњу Босну и Херцеговину и делове данашње Србије.  Предвођена хрватским националистичким усташким покретом, једна од политика НДХ била је елиминација етничког српског становништва у држави масовним убиствима, протјеривањем и присилном асимилацијом.  Убрзо су створени покрети отпора као одговор на окупацију, од којих је један организовала Комунистичка партија Југославије. На челу са Јосипом Брозом Титом, партија је одлучила 4. јула покренути оружани устанак широм земље и припадници снага под његовим вођством постали су познати као партизани;  називани су и Народноослободилачком војском Југославије. У децембру 1943. и јануару 1944. године, 11. крајишка бригада НОВ је напала Немце и усташе на подручју планине Козаре, у северној Босни, како би ублажила притисак партизана на Банији и источној Босни, где су Осовине водиле велике антипартизанске офанзиве. 

## Настанак фотографије и њен значај
Током зиме 1943–44, путујућа трупа Позоришта народног ослобођења наишла је на колону партизана 11. крајишке бригаде у реону Кнешпоља, на подручју Козаре. Руководилац балетске секције позоришта био је Георгиј „Жорж“ Скригин, југословенски балетски играч руског порекла.    Скригин је такође био међународно признати уметнички фотограф и добио је престижне награде на бројним изложбама фотографија током касних 1930-их година.  Између 1942. и 1945. Скригин је направио око 500 ратних фотографија, од којих ће неке постати легендарне у социјалистичкој Југославији.  У колони је био и командант 11. крајишке бригаде, а Скригин га је замолио да фотографише једну партизанку. Командир је из колоне одабрао пет младих медицинских сестара, међу којима је Скригин одабрао седамнаестогодишњу Миљу Тороман.   Била је босанска Српкиња из села Брекиња код Дубице.  Скригин јој је ставио кардиган, пребацио јој пушку преко рамена, накривио јој титовку, загладио јој косу и рекао јој да се осмехне.  
У својим ратним фотографијама Скригин је објединио два различита принципа: груби реализам и пикторијализам.  Године 1968. објавио је монографију о својој ратној фотографији под насловом Рат и позорница у којој је фотографија Миље Тороман под називом Козарчанка. Натпис носи легенду у којој се не помиње њено име: „Као млада жена је заробљена током прве непријатељске офанзиве. Успела је да побегне, чак и из Немачке, и стигла је до Козаре, где је постала борац козарачких снага“. 
У интервјуу који је дала 2007. године, Миља је објаснила да јој није било до смеха у време снимања фотографије због ратних недаћа које су она и њена породица преживеле. Ипак, она је пристала на Скригинов захтев и блиставо се осмехнула.  Марин је такође изјавила да никада није носила пиштољ пре фотографије, а ни после. 

## Наслеђе
После рата, у којем је победила НОВ, Козарчанка је постала култни ратни портрет у социјалистичкој Југославији.   Био је то један од симбола масовног учешћа жена као добровољаца у партизанској борби, која је тиме додатно легитимисана као ствар читавог југословенског народа.  Званични наратив о партизанској борби који је промовисала југословенска послератна влада, предвођена Титом, служио је за легитимизацију режима и стварање заједничког националног осећања у мултиетничкој земљи. Жене партизанке су имале значајно место у овом наративу.  Козарчанка је била заступљена у широко распрострањеним школским уџбеницима, као и у ратним монографијама и плакатима.   Масовна икона је величала лепоту и ентузијазам револуционара.  Модификована верзија Козарчанке (без пушке) појавила се на насловној страни албума "Тешко мени са тобом" групе Мерлин из 1986. године, а касније Дина Мерлина. На задњој страни корица налазила се фотографија глумице Мерилин Монро.  За митску ауру која је окруживала јунакињу представљену у Козарчанки, било какво тачно сазнање о њој било је непотребно, а могло је чак бити и штетно. Њен идентитет је тако остао углавном непознат широј јавности све до након пада комунизма у Југославији и другим европским земљама, када је идеолошка порука фотографије постала ирелевантна. 